# Хи Козерога
Хи Козерога (χ Cap, χ Capricorni) — звезда в созвездии  Козерога. Представляет собой белую звезду-карлик главной последовательности спектрального класса A, видимая звёздная величина равна +5.30. Расположена на расстоянии 191 светового года от Солнца.

## Китайское название
В китайском языке название 十二國 (Shíer Guó, Двенадцать государств)  относится к астеризму, представляющему царства в Китае периода Чуньцю и периода Сражающихся царств и состоящему из звёзд  ζ Козерога, φ Козерога, ι Козерога, 38 Козерога, 35 Козерога, 36 Козерога, χ Козерога, θ Козерога, 30 Козерога, 33 Козерога, 19 Козерога, 26 Козерога, 27 Козерога, 20 Козерога, η Козерога и 21 Козерога. χ Козерога представляет образ царства Ци (齊).
Р.Х. Аллен утверждает, что χ Козерога вместе с φ Козерога представляют образ царства Вэй (魏).